# Sacramento Kings 2016-2017
La stagione 2016-17 dei Sacramento Kings fu la 68ª nella NBA per la franchigia.
I Sacramento Kings arrivarono terzi nella Pacific Division della Western Conference con un record di 32-50, non qualificandosi per i play-off.

## Roster
| N° | Naz.                   | Ruolo | Sportivo            | Anno | Alt. | Peso |
| -- | ---------------------- | ----- | ------------------- | ---- | ---- | ---- |
| 00 | Stati Uniti (bandiera) | C     | Willie Cauley-Stein | 1993 | 213  | 109  |
| 3  | Haiti (bandiera)       | A     | Skal Labissière     | 1996 | 208  | 107  |
| 5  | Stati Uniti (bandiera) | G     | Malachi Richardson  | 1996 | 198  | 93   |
| 7  | Stati Uniti (bandiera) | G     | Darren Collison     | 1987 | 183  | 73   |
| 8  | Stati Uniti (bandiera) | A     | Rudy Gay            | 1986 | 203  | 104  |
| 9  | Stati Uniti (bandiera) | G     | Langston Galloway   | 1991 | 185  | 91   |
| 10 | Stati Uniti (bandiera) | G     | Ty Lawson           | 1987 | 180  | 88   |
| 13 | Grecia (bandiera)      | C     | Giōrgos Papagiannīs | 1993 | 216  | 109  |
| 15 | Stati Uniti (bandiera) | A     | DeMarcus Cousins    | 1990 | 211  | 122  |
| 17 | Stati Uniti (bandiera) | G     | Garrett Temple      | 1986 | 196  | 88   |
| 18 | Israele (bandiera)     | A     | Omri Casspi         | 1988 | 206  | 102  |
| 20 | Stati Uniti (bandiera) | G     | Jordan Farmar       | 1986 | 188  | 82   |
| 22 | Stati Uniti (bandiera) | A     | Matt Barnes         | 1980 | 201  | 103  |
| 23 | Stati Uniti (bandiera) | G     | Ben McLemore        | 1993 | 191  | 88   |
| 24 | Bahamas (bandiera)     | G     | Buddy Hield         | 1992 | 193  | 100  |
| 32 | Stati Uniti (bandiera) | A     | Tyreke Evans        | 1989 | 198  | 100  |
| 40 | Stati Uniti (bandiera) | G     | Arron Afflalo       | 1985 | 196  | 95   |
| 41 | Grecia (bandiera)      | C     | Kosta Koufos        | 1989 | 213  | 120  |
| 43 | Stati Uniti (bandiera) | A     | Anthony Tolliver    | 1985 | 203  | 109  |

## Staff tecnico
- Allenatore: Dave Joerger
- Vice-allenatori: Elston Turner, Bryan Gates, Bob Thornton, Jason March, Duane Ticknor, Nancy Lieberman
- Vice-allenatore/scout: Dan Hartfield
- Vice-allenatore per lo sviluppo dei giocatori: Larry Lewis
- Preparatore atletico: Manny Romero
- Preparatore fisico: Ramsey Nijem